# Método baconiano

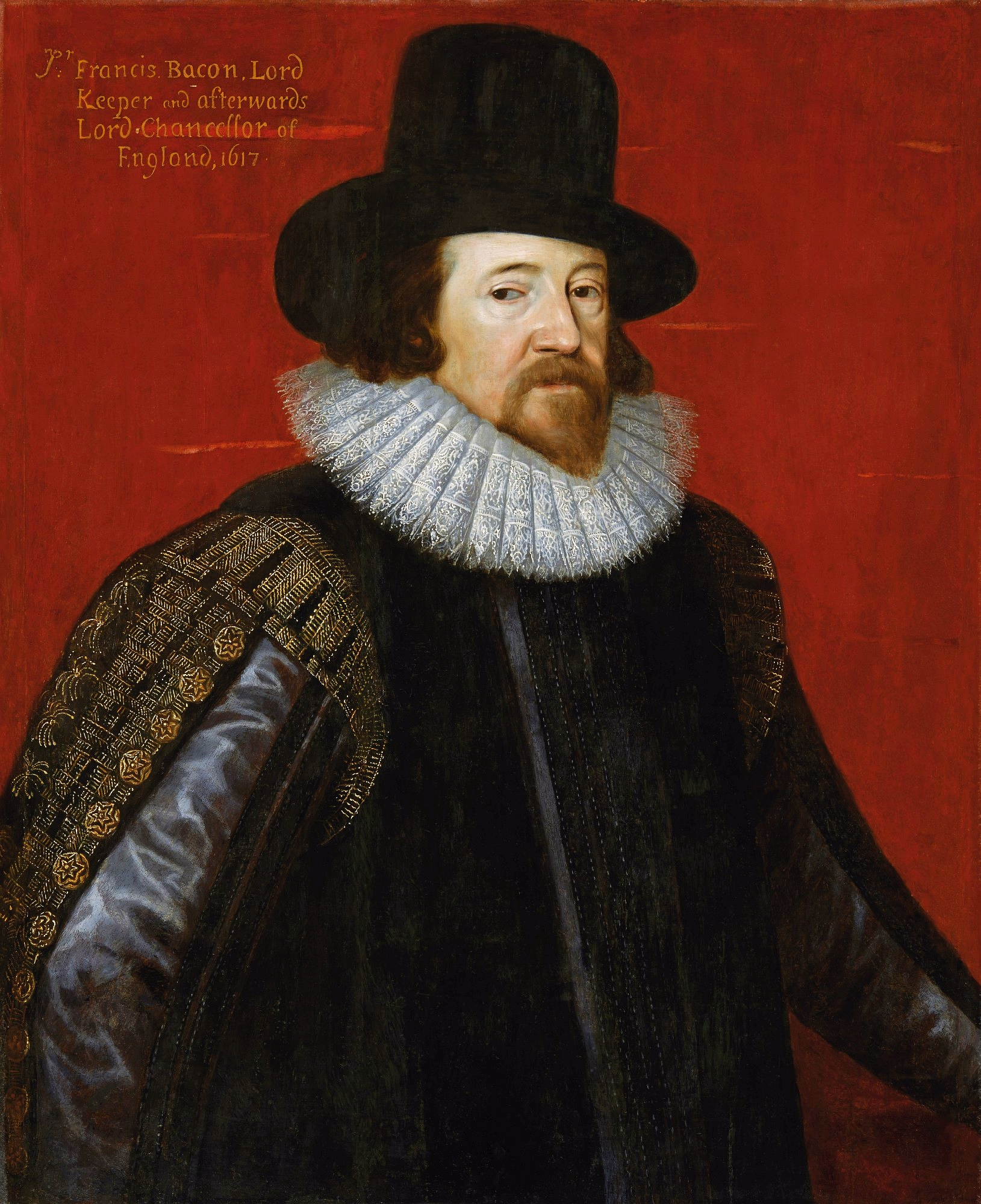
Retrato de Francisco Bacon

El Método Baconiano es el método de investigación desarrollado por Francis Bacon, una de las primeras formulaciones del método científico moderno basado en el análisis y la inducción. El método es propuesto en la segunda parte de su Novum Organum Scientiarum (Nuevo Instrumento para la Ciencia), escrito en contraposición al Órganon de Aristóteles. Si bien la enunciación del método supuso la primera intención de elaborar un procedimiento inductivo para la ciencia, en contraposición a la metodología puramente deductiva de la escolástica aristotélica, en opinión de muchos autores modernos (tales como Hegel), Bacon no supo deshacerse de ciertos axiomas escolásticos de su época, dando en un método mucho menos prolijo y sofisticado que el que no mucho después elaboraron los artífices de la revolución científica (Galileo y Descartes).